# Én, Frankenstein
Az Én, Frankenstein (eredeti cím: I, Frankenstein) 2014-es amerikai fantasztikus akciófilm, amelyet Stuart Beattie írt és rendezett Kevin Grevioux digitálisan megjelenő képregénye alapján. A főszerepben Aaron Eckhart, Bill Nighy, Yvonne Strahovski, Miranda Otto és Jai Courtney látható.
A filmet 2014. január 24-én mutatták be az Amerikai Egyesült Államokban és 2014. március 20-án Ausztráliában. Általánosságban negatív fogadtatásban részesült, és világszerte 76 millió dolláros bevételt ért el a 65 millió dolláros költségvetéssel szemben.

## Cselekmény
A film Adamről, Frankenstein szörnyéről szól, aki veszélyes útra indul, és elhatározza, hogy megállítja a gonosz démonokat és kegyetlen vezetőjüket, akik át akarják venni az uralmat a világ felett.

## Szereplők
| Karakter               | Színész           | Szinkronhang       |
| ---------------------- | ----------------- | ------------------ |
| Adam                   | Aaron Eckhart     | Széles László      |
| Terra                  | Yvonne Strahovski | Peller Mariann     |
| Leonore                | Miranda Otto      | Tóth Ildikó        |
| Naberius               | Bill Nighy        | Harsányi Gábor     |
| Gideon                 | Jai Courtney      | Varga Gábor        |
| Zuriel                 | Socratis Otto     | Szatmári Attila    |
| Victor Frankenstein    | Aden Young        |                    |
| Keziah                 | Caitlin Stasey    | Sipos Eszter Anna  |
| Ophir                  | Mahesh Jadu       | Nagy Dániel Viktor |
| Helek                  | Steve Mouzakis    | Zöld Csaba         |
| Carl Avery             | Nicholas Bell     |                    |
| Barachel               | Deniz Akdeniz     | Papp Dániel        |
| Levi                   | Chris Pang        |                    |
| Dekar                  | Kevin Grevioux    | Király Attila      |
| Molokai                | Bruce Spence      |                    |
| Elizabeth Frankenstein | Virginie Le Brun  |                    |
| Sargon                 | Penny Higgs       |                    |
| Rekem                  | Goran D. Kleut    | Horváth Illés      |

## Megjelenés
Az észak-amerikai megjelenés eredetileg 2013. február 22-én lett volna, de végül 2013. szeptember 13-ra tették át. 2013 áprilisában a megjelenési dátumot ismét elhalasztották, és 2014. január 20-án Buenos Airesben volt a világpremier, majd január 22. és január 24. között 23 országban került bemutatásra. További kilenc országban január 29. és január 31. között jelent meg. 2013 februárjában bejelentették, hogy a film 3D-ben is megjelenik. 2013. szeptember 17-én bejelentették, hogy a filmet digitálisan átdolgozzák és IMAX formátumban is megjelentetik.

### Médiakiadás
Az Én, Frankenstein 2014. május 13-án jelent meg DVD-n és Blu-ray lemezen.